# 梁洪碩
梁洪碩（1994年4月17日—），韓國男歌手、演員，為韓國男子團體PENTAGON成員，隊中擔任領唱。

## 經歷

### 出道前
海外生活及留學共十一年，美國聖地牙哥四年、新加坡三年、中國天津三年、北京一年。初中就讀新加坡華僑中學，高中就讀南開大學附屬中學。原就讀北京對外經濟貿易大學，2014年1月回到韓國當練習生。
2012年2月，參加《HUM x JYP公開選拔9期》，男子模特部門Final Round。2014年9月，作為YG娛樂新練習生，從第三集起參加《MIX & MATCH》。2015年3月，離開YG娛樂。
2015年7月，進入Cube，為成員中最後入社。2016年2月，洪碩參與服裝廣告。

### 團體出道
2016年5月2日，出道節目《PENTAGON MAKER》播出。2016年10月10日，以PENTAGON成員出道，擔任領唱。
2023年11月6日，官方公告洪碩與Cube娛樂雙方同意結束專屬合約。

### 個人活動
2023年11月21日，官方公告洪碩與ANDMARQ娛樂簽訂專屬合約。2024年，首次舉行個人公演「2024 Hongseok Fanmeeting Photo by Hongseok」。

## 影視作品

### 戲劇作品
| 日期           | 頻道                  | 劇名                               | 角色                | 備註             |
| 2019年1月2日   | MBN                   | 《最棒的炸雞》                     | 裴基範              | 配角             |
| 2019年         | Youtube、Naver TVCast | 《On The Campus (온더캠퍼스)》     | Yoon Heeyeol 윤희열 | 男主角           |
| 2019年         | Naver V               | 《어쨌든 기념일》                  | Hong yujae 유재     | 男主角           |
| 2020年8月15日  | NAVER TV、JTBC        | 《Twenty-Twenty》                  | 大根的朋友          | 客串EP17，網路劇 |
| 2020年10月26日 | SBS                   | 《火鳥2020》                       | 申雅俊              | 配角             |
| 2021年5月14日  | Netflix               | 《Move to Heaven：我是遺物整理師》 | 朴俊英              | 配角             |
| 2021年7月23日  | Youtube PLAYLIST      | 《致鬱生日 (Blue Birthday)》       | 池敘俊              | 男主角，網路劇   |
| 2021年11月20日 | kakao tv              | 《影子美女》                       | 李真誠              | 男二號，網路劇   |

## 公演活動
| 日期          | 活動名稱                                     | 舉行地點                  | 備註        |
| ------------- | -------------------------------------------- | ------------------------- | ----------- |
| 2024年4月13日 | 2024 Hongseok Fanmeeting [Photo by Hongseok] | 首爾 Whitewave Art Center | 2PM/6PM兩場 |

## 外部連結
個人連結
- 洪碩的Instagram帳戶

官方連結
- CUBE娛樂 - PENTAGON
- PENTAGON的Daum Cafe
- PENTAGON的X（前Twitter）
- PENTAGON的Instagram帳戶
- PENTAGON的Facebook專頁
- PENTAGON （页面存档备份，存于）官方V LIVE頻道
- YouTube上的PENTAGON頻道（英文）
- PENTAGON Staff的X（前Twitter）
- PENTAGON的新浪微博